# Стебельчатый глаз
Стебельчатый глаз — глаз, расположенный на длинном выступе (омматофоре). Такие глаза дают животному лучший обзор. Распространены в природе и в фантастике.

## В природе
Щупальца животных могут заканчиваться глазом, в коем случае они являются стебельчатым глазом, а также содержать органы обоняния. К животным, обладающим стебельчатыми глазами, относятся улитки, трилобиты Asaphida, личинки идиакантов и мухи семейства стебельчатоглазых. Ракообразные семейства Polychelidae обладают стебельчатым глазом, но без глаза[прояснить]. 

## В популярной культуре
Созерцатели, вымышленные существа из ролевой игры Dungeons & Dragons, имеют стебельчатые глаза.
Некоторые существа в Star Wars имеют стебельчатые глаза.